# Diadegma adelungi
Diadegma adelungi är en stekelart som först beskrevs av Kokujev 1915.  Diadegma adelungi ingår i släktet Diadegma och familjen brokparasitsteklar. Inga underarter finns listade i Catalogue of Life.